# هندسة تماسكية
الهندسة التماسكية (بالإنجليزية: Symplectic geometry)‏ هي فرعٌ من الهندسة التفاضلية والطوبولوجيا التفاضلية، وتدرس متعددات الشعب التماسكية.